# Belöningssystem
Belöningssystem är de nätverk i centrala nervsystemet som reglerar och styr beteendet genom att påverka känslor av njutning. En psykologisk belöning är en process som förstärker ett beteende, och verkar på en biokemisk nivå via signalsubstanser, främst dopamin, samt involverar flera anatomiska strukturer i hjärnan, framför allt limbiska systemet. 